# They Can't Stop the Spring
Chansons représentant l'Irlande au Concours Eurovision de la chanson
Every Song Is a Cry for Love
(2006) Irelande Douze Pointe
(2008)
They Can't Stop the Spring (en français, Ils ne peuvent pas arrêter le printemps) est la chanson représentant l'Irlande au Concours Eurovision de la chanson 2007. Elle est interprétée par le groupe Dervish.
La chanson est directement qualifiée en finale à cause de la dixième place de la chanson Every Song Is a Cry for Love au Concours Eurovision de la chanson 2006.
La chanson est la quatrième de la soirée, derrière Work Your Magic interprétée par Dmitri Koldoun pour la Biélorussie et devant Leave Me Alone interprétée par Hanna Pakarinen pour la Finlande.
À la fin des votes, elle obtient 5 points (venant de l'Albanie) et finit à la dernière place des vingt-quatre participants.